# Trilacuna wenfeng
Espèce
Trilacuna wenfeng est une espèce d'araignées aranéomorphes de la famille des Oonopidae.

## Distribution
Cette espèce est endémique de Chongqing en Chine,. Elle se rencontre dans le xian de Wushan.

## Description
Le mâle holotype mesure 1,44 mm et la femelle paratype 1,46 mm.

## Systématique et taxinomie
Cette espèce a été décrite par Tong et Li en 2021.

## Étymologie
Son nom d'espèce lui a été donné en référence au lieu de sa découverte, le mont Wenfeng.

## Publication originale
- Wang, Tong, Bian & Li, 2021 : « Two new species of the genus Trilacuna from Chongqing Municipality, China (Araneae, Oonopidae). » Zootaxa, no 4927(3), p. 431-443.